# Microcotyle pomatomi
Microcotyle pomatomi är en plattmaskart. Microcotyle pomatomi ingår i släktet Microcotyle och familjen Microcotylidae. Inga underarter finns listade i Catalogue of Life.